# GUID Partition Table

Diagram dat de GUID Partition Table lay-out illustreert in schemavorm. In dit voorbeeld is elke cluster (LBA) 512 bytes groot, en elke partitie is 128 bytes.

GUID Partition Table (GPT)  is een standaard voor de lay-out van een partitietabel op een fysieke harde schijf. Sinds 2010 ondersteunen bijna alle besturingssystemen GPT, maar sommige hebben hier wel speciale EFI- of UEFI-firmware voor nodig, zoals Windows en Mac.

## Geschiedenis en ontwikkeling
Het MBR-partitioneringssysteem dateert uit de jaren 80. Naarmate de schijfgrootte toenam, loopt de MBR met de LBA-adresseringsmethode tegen zijn grenzen aan: de maximale schijfgrootte bij MBR is beperkt tot 2,2 terabyte (2,20 × 1012 bytes) of 2 TiB−512 bytes (2.199.023.255.040 bytes of 4.294.967.295 (232−1) sectors × 512 (29) bytes per sector).
GPT werd als opvolger ontwikkeld door Intel als onderdeel van EFI, maar kan er ook los van gebruikt worden wanneer de GPT-schijf niet opstartbaar moet zijn.